# Aldo Clementi
Pour les articles homonymes, voir Clementi.
Aldo Clementi est un compositeur de musique contemporaine italien né le 25 mai 1925 à Catane, mort le 3 mars 2011.

## Biographie
Il a étudié le piano, puis la composition, à partir de 1941. On compte Alfredo Sangiorgi et Goffredo Petrassi parmi ses professeurs. Il participe aux Cours d'été de Darmstadt de 1955 à 1962. Pendant cette période, sa rencontre avec Bruno Maderna en 1956, et son travail au studio de musique électronique de la Rai (Radio italienne) de Milan font partie de ses influences principales.
"Poesia di Rilke" (1946) fut sa première œuvre jouée (Vienne, 1947). Plus significative, la création en 1956 à la NDR de Hambourg de "Cantata" (1954). En 1959 il remporta le deuxième prix du Concours de l'ISCM avec "Episodi" (1958), puis le Premier prix en 1963 avec "Sette scene da "Collage" (1961).
Il enseigna la théorie musicale à l'Université de Bologne de 1971 à 1992.
Il meurt le 3 mars 2011 à 85 ans.

## La musique
Après une première période, correspondant à ses années d'études, pendant laquelle il se sentait déjà proche de la Seconde école de Vienne, Clementi se rapproche du Structuralisme dans la deuxième moitié des années 1950, moment pendant lequel il fréquentera les fameux cours d'été de Darmstadt. Sa proximité avec de nombreux peintres et plasticiens comme ceux du groupe Forma 1 est emblématique de son intérêt pour les arts visuels, qui prendra une importance extrême dans les années suivantes. Comme une sorte de correspondance avec l'art informel, dans les années 1960, Clementi compose des œuvres comme Informel, les deux Varianti et les Reticoli, dans lesquels le dense contrepoint, la gamme chromatique (dans la Variante A, il utilise 144 parties réelles) constitue une sorte de continuum multi-strate, dans laquelle chaque voix individuelle est annulée, noyée dans une grande tache sonore dont la texture est en mouvement perpétuel ; c'est pourquoi son langage musical est souvent comparé aux drippings de Jackson Pollock, ou aux mobiles d'Alexander Calder.
Dès les années 1970, le langage de Clementi évoluera en utilisant un matériau de plus en plus diatonique, souvent issu d'œuvres du passé (comme sa fréquente utilisation du thème basé sur les lettres du nom de BACH, ou de mélodies de chorals), en apportant une attention extrême à la verticalité harmonique.
Typique de ses œuvres de maturité, l'utilisation constante du ralenti appliqué aux répétitions cycliques d'un même matériau, comme pour faire une sorte d'agrandissement progressif des artifices contrapuntiques.
Sa musique est régulièrement jouée et radiodiffusée, et fait l'objet de commandes par des institutions importantes (Théâtre de la Scala de Milan, Biennale de Venise, l'Académie Philharmonique Romaine, Académie nationale de Sainte-Cécile de Rome ... Sa musique a été l'élément central du Festival Ultima à Oslo 2009.
La musique d'Aldo Clementi est éditée par Suvini Zerboni (Milan).
En 1983, David Fanning a décrit le style de Clementi de canons en décélération comme "participant à la dépression post-sérielle très répandue dans les années 1970", alors qu'en 1988, Paul Griffiths fait référence à la "simplicité Alexandrine de sa réponse à la confusion générale de la musique de l'époque". Clementi lui-même décrit ses œuvres comme "un contrepoint d'une extrême densité, reléguant les parties individuelles à un rôle honteux d'inaudibles et cadavériques micro-organismes".

## Œuvres principales
- Episodes (1958) pour orchestre
- Ideogrammes n. 1 (1959) pour 16 instruments
- Triplum (1960) pour flûte, hautbois et clarinette
- Collage (1961) - œuvre scénique
- Informel 2 (1962) pour 15 musiciens
- Collage 2 (1962) pour électronique
- Informel 3 (1961-63) pour orchestre
- Intavolatura (1963) pour clavecin
- Variante A (1964) pour chœur mixte et orchestre
- Concerto (1970) pour piano et 7 instruments
- Concerto (1975) pour piano, 24 instruments et carillons
- Clepsydre (1976) pour orchestre de chambre
- L'orologio di Arcevla (1979) pour 13 instruments
- Variations (1979) pour alto solo
- Capriccio (1979–1980) pour alto et 24 instruments
- Douze variations (1980) pour guitare
- Fantasia su roBErto FABbriCiAni (1980-81) pour flûte et bande magnétique
- Es (1981) - œuvre scénique
- Paraphrases (1981) pour 18 voix en canon (réalisé avec processeur)
- Adagio (1983) pour quintette avec piano préparé
- Ouverture (1984) pour 12 flûtes
- Concerto (1986) pour piano et 14 instruments
- Fantasia (1987) pour 4 guitares
- Tribute (1988) pour quatuor à cordes
- Berceuse (1989) pour orchestre
- Romanza (1991) pour piano et orchestre
- The Plaint (1992) pour voix de femme et 13 instruments
- Sonate Y. (2002) pour violon solo